# Pekka Pennanen
Pekka Pennanen, född 24 februari 1872 i Kesälax, död 18 juli 1960 i Kesälax, var en finländsk kommunalman och politiker. Han var Samlingspartiets partiledare 1936–1943 och ordförande för partiets riksdagsgrupp i fem perioder som inte följde på varandra. 
Pennanen var lekmannapredikant och som ungfinne ledamot av lantdagen för bondeståndet 1905-06, och ledamot av enkammaren 1907-18. År 1918 gick han med i Samlingspartiet som han representerade i lantdagen fram till 1919. Republikens president Lauri Kristian Relander beviljade honom hederstiteln kommunalråd år 1930. Han var mellan 1922 och 1945 ledamot av riksdagen. Pennanen var november 1924 - mars 1925 biträdande jordbruksminister i regeringen Ingman II. Han tilldelades kommunalråds titel 1930.